# Cynthia schraderi
Cynthia schraderi är en fjärilsart som beskrevs av Gunder 1929. Cynthia schraderi ingår i släktet Cynthia och familjen praktfjärilar. Inga underarter finns listade i Catalogue of Life.